# Quinton Hooker
Quinton Hooker (Brooklyn Park, Minnesota, 22 de enero de 1995) es un baloncestista estadounidense que pertenece a la plantilla del Libertas Livorno de la Serie A2 italiana. Con 1,83 metros de estatura, juega en la posición de base. 

## Trayectoria deportiva

### Universidad
Jugó cuatro temporadas con los Fighting Hawks de la Universidad de Dakota del Norte, en las que promedió 14,0 puntos, 3,9 rebotes, 3,3 asistencias y 1,5 robos de balón por partido. En sus dos últimas temporadas fue incluido en el mejor quinteto de la Big Sky Conference.

### Profesional
Tras no ser elegido en el Draft de la NBA de 2017, firmó su primer contrato profesional el 2 de agosto de ese año con el GTK Gliwice de la liga polaca, donde jugó una temporada en la que promedió 15,0 puntos, 5,0 asistencias y 4,7 rebotes por partido.
En julio de 2018 firmó contrato con el JA Vichy-Clermont de la Pro B francesa.
En julio de 2020, firma por el Mitteldeutscher BC Weißenfels de la Basketball Bundesliga alemana.
En la temporada 2021-22, firma por el Bnei Herzliya de la Ligat ha'Al.
El 4 de julio de 2023 firmó con el SIG Strasbourg de la LNB Pro A francesa.